# Gesetzgebungsverfahren (Polen)
Das Gesetzgebungsverfahren der Republik Polen bezieht mehrere Verfassungsorgane mit ein und wird durch eine Gesetzesinitiative eingeleitet.
Das Verfahren richtet sich nach den Regeln der polnischen Verfassung (Kapitel IV, Artikel 118 bis 123), der Geschäftsordnung des Sejms und der Geschäftsordnung des Senats.

## Initiativrecht
Das Recht, einen Gesetzesentwurf oder eine Gesetzesnovelle im Sejm einzubringen, steht den Abgeordneten des Sejms – wobei dies von einer Gruppe von mindestens 15 Abgeordneten oder einem Ausschuss des Sejms ausgehen muss –, dem Senat, dem Staatspräsidenten oder dem Ministerrat zu. Des Weiteren kann ein Entwurf von einer Gruppe von 100.000 wahlberechtigten Bürgern eingebracht werden.
Abhängig davon, von wem die Initiative ausging, bezeichnet man den Entwurf entweder als Präsidenten-, Senats-, Regierungs-, Abgeordnetenen- oder Bürgerentwurf.

## Ablauf

### Sejm

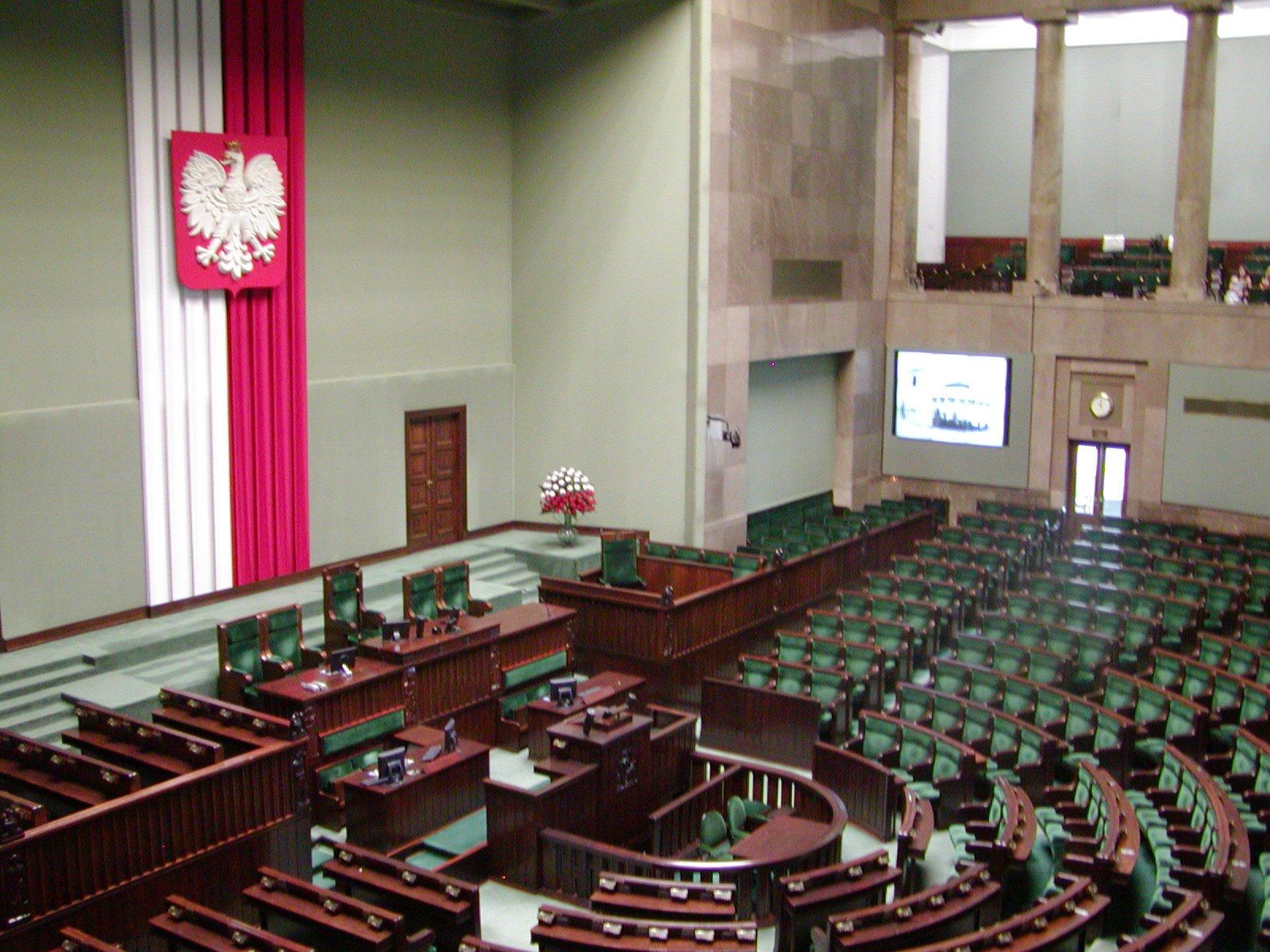
Plenarsaal des Sejm

Ein Gesetz kann vom Sejm nach drei Lesungen verabschiedet werden, wobei die erste Lesung in der Regel in dem zuständigen Ausschuss stattfindet. Sollte es sich um einen Gesetzesentwurf handeln, der sich auf Änderungen der Staatsordnung, der Bürgerrechte und -freiheiten, des Wahlrechts, der Gesetzbücher sowie auf Steuern und Finanzen bezieht, muss dieser erst dem Sejm vorgelegt werden und wird erst dann dem Ausschuss weitergeleitet. Der jeweilige Ausschuss erstellt einen Ausschussbericht, der dem Sejm vorgelegt wird.
Während der zweiten Lesung haben Abgeordnete, der Ministerrat und der Antragsteller die Möglichkeit, Änderungen zum Gesetzentwurf einzubringen. Geschieht dies, muss der geänderte Entwurf wiederum dem Ausschuss zu Prüfung vorgelegt werden, der dem Sejm wieder Bericht erstattet. Bis zum Ende der zweiten Lesung hat der Antragsteller die Möglichkeit, seinen Entwurf zurückzuziehen.
Die dritte Lesung besteht aus der Abstimmung des Sejms über den Entwurf. Der Entwurf wird mit einer einfachen Mehrheit verabschiedet, wobei mindestens die Hälfte der Abgeordneten anwesend sein müssen.
Steht die Ratifizierung eines internationalen Vertrages an, dem zufolge nationalstaatliche Kompetenzen abgegeben werden, bedarf es einer Zweidrittelmehrheit. Des Weiteren kann zusätzlich ein Referendum durchgeführt werden.
Ist das Gesetz vom Sejm angenommen, wird es vom Sejmmarschall an den Senat weitergeleitet.

### Senat

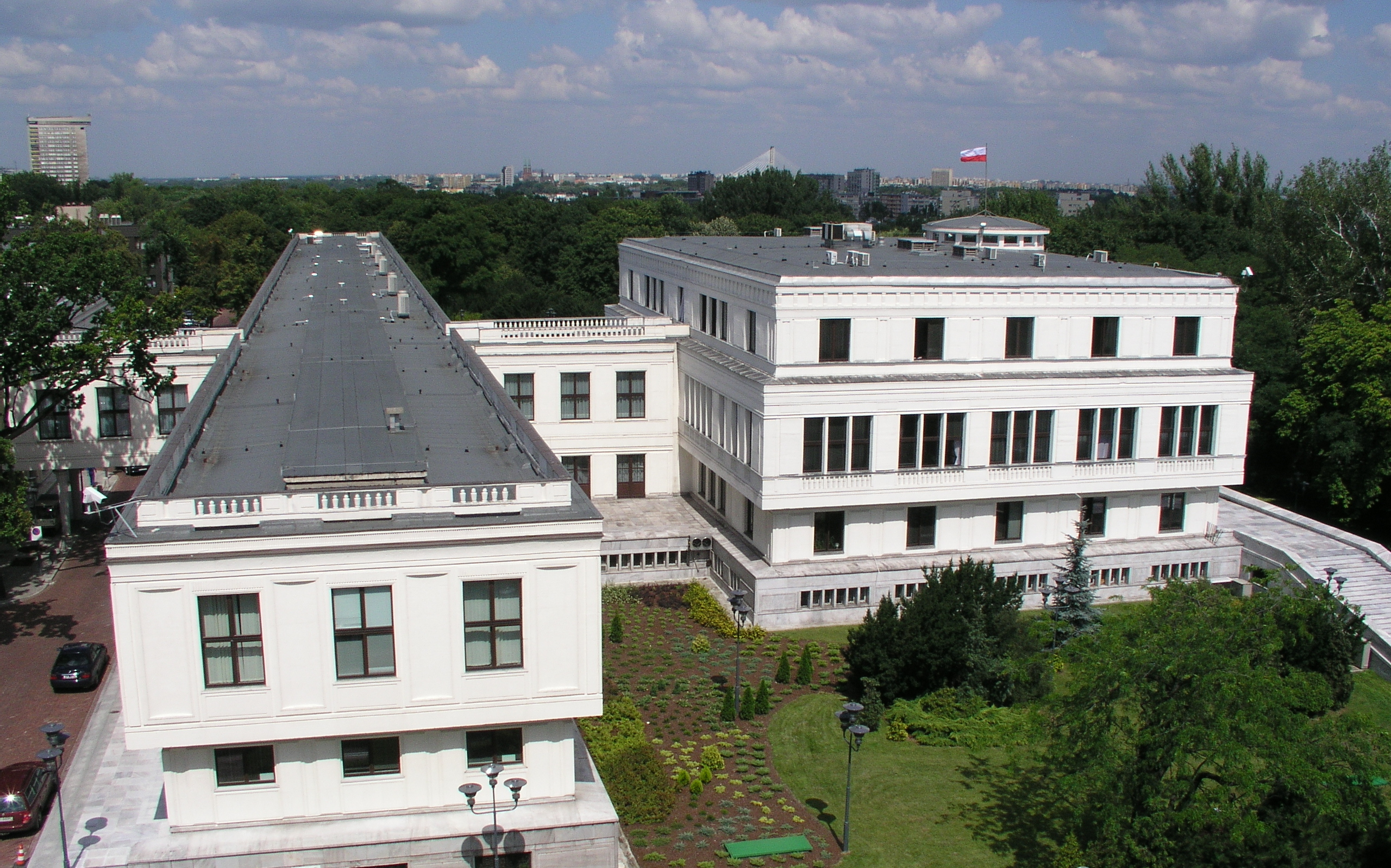
Senatsgebäude

Das Gesetz wird an den zuständigen Senatsausschuss weitergeleitet, der innerhalb von 18 Tagen dem Senat einen Bericht vorlegen muss. Danach wird das Gesetz vom Senat behandelt und darüber abgestimmt. Der Senat kann das Gesetz mit einfacher Mehrheit bei Anwesenheit von mindestens der Hälfte der Senatoren entweder als Ganzes ablehnen, es ohne Änderungen annehmen oder Änderungen daran vornehmen. Das Gesetz gilt als angenommen, wenn der Senat innerhalb von 30 Tagen nicht dazu Stellung nimmt.
Ist das Gesetz vom Senat abgelehnt worden, geht es wieder zurück an den Sejm. Dieser kann der Ablehnung durch eine absolute Mehrheit widersprechen; das Gesetz gilt dann als angenommen und wird dem Staatspräsidenten zur Unterzeichnung vorgelegt. Wird der Ablehnung nicht widersprochen, ist das Gesetz abgelehnt und das Gesetzgebungsverfahren beendet.
Wird das Gesetz vom Senat geändert, geht es ebenfalls zurück zum Sejm. Der Sejm kann den Änderungen mit absoluter Mehrheit widersprechen und so das Gesetz in seiner ursprünglichen Form annehmen oder aber die Änderungen annehmen und das vom Senat geänderte Gesetz in Kraft setzen.

### Staatspräsident
Dem Staatspräsidenten wird das angenommene Gesetz zur Unterzeichnung vorgelegt.
Unterzeichnet er das Gesetz, dann tritt es innerhalb von 14 Tagen in Kraft, es sei denn, es ist ein anderer Termin vorgesehen. Das Gesetzgebungsverfahren ist damit beendet. Er kann aber auch sein Veto einlegen und muss sich dann entscheiden, ob er das Gesetz innerhalb von 21 Tagen entweder dem Sejm mit einer Begründung zur nochmaligen Behandlung vorlegt oder es an das Verfassungsgericht zur Überprüfung der Verfassungsmäßigkeit weiterleitet.
Legt der Präsident dem Sejm das Gesetz nochmals vor, so kann dieser die Einwände mit einer 3/5-Mehrheit zurückweisen und die Unterzeichnung fordern. Der Präsident ist dann zur Unterzeichnung verpflichtet. Werden die Einwände des Präsidenten nicht zurückgewiesen, ist das Gesetz abgelehnt. In beiden Fällen ist das Gesetzgebungsverfahren beendet.
Unterschreibt der Staatspräsident das Gesetz, wird dies im Amtsblatt Dziennik Ustaw veröffentlicht.

### Verfassungsgericht
Legt der Präsident dem Verfassungsgericht das Gesetz zur Prüfung vor, kann es das Gesetz vollständig oder teilweise für verfassungsgemäß oder verfassungswidrig erklären.
Erkennt das Verfassungsgericht das Gesetz als verfassungsgemäß an, kann der Präsident seine Unterschrift nicht verweigern. Erklärt das Verfassungsgericht das Gesetz als Ganzes für verfassungswidrig, verweigert der Präsident seine Unterschrift.
Erkennt das Verfassungsgericht nur einzelne Bestimmungen des Gesetzes als verfassungswidrig an, die nicht untrennbar mit dem gesamten Gesetz verbunden sind, kann der Präsident das Gesetz ohne die verfassungswidrigen Bestimmungen unterzeichnen oder es aber dem Sejm zuleiten, um die beanstandeten Punkte zu beseitigen.

### Schnelles Gesetzgebungsverfahren
Wird ein Gesetzentwurf als eilig bezeichnet, so hat der Senat nur 14 Tage und der Präsident nur 7 Tage zur Behandlung Zeit.

### Verfassungsänderungen
Die Artikel der polnischen Verfassung sind nicht, wie einige Artikel des deutschen Grundgesetzes, durch eine Ewigkeitsklausel (Artikel 79 Absatz 3, Grundgesetz) geschützt. Sollen Artikel der Kapitel I, II oder XII geändert werden, muss nach Artikel 235 innerhalb von 60 Tagen nach der Beantragung ein Referendum durchgeführt werden, wenn dies der Staatspräsident, der Senat oder ein Fünftel aller Abgeordneten innerhalb von 45 Tagen nach der Verabschiedung beantragen. Verfassungsänderungen können nicht während eines Ausnahmezustandes durchgeführt werden.
Im Sejm wird für die Verabschiedung von Verfassungsänderungen eine Zweidrittelmehrheit und im Senat die absolute Mehrheit benötigt.